# Monk Hesleden
Monk Hesleden – wieś w Anglii, w hrabstwie Durham. Leży 19 km na wschód od miasta Durham i 366 km na północ od Londynu.